# Żebbuġ
Żebbuġ (maltsky Ħaż-Żebbuġ, [ħazˈzɛbbʊtʃ]IPA) je město v Jižním regionu Malty, také známé jako Città Rohan. Je jedním z nejstarších měst v Jižním regionu. Podle údajů z března 2014 zde žilo 11 903 obyvatel.